# Sanguíneo

Escudo del clan Clayhills de Invergowrie (Escocia), con dos lebreles de argén en un campo tronchado de sanguíneo y sinople

Este artículo trata sobre el color heráldico.
En heráldica, sanguíneo (sanguine en inglés) es la denominación de un color rojo oscuro. Es muy poco utilizado, y su uso se limita a las armerías de las naciones angloparlantes.

## Etimología y origen
En la heráldica occidental, los colores universalmente aceptados son siete: oro, plata, gules, azur, sable, sinople y púrpura. Los demás esmaltes y metales son de invención posterior y suelen restringirse a la heráldica de determinada nación o región; tal es el caso del sanguíneo.

En inglés, los colores heráldicos llevan nombres derivados de la heráldica francesa, excepto el sanguíneo (sanguine) y el morado (murrey), cuyos nombres son denominaciones cromáticas que eran de uso común en el idioma inglés al momento del establecimiento del color heráldico sanguíneo. Sanguine (del francés antiguo sanguin, fem. sanguine, y este del latín sanguineus, ‘relativo a la sangre’) era a comienzos del siglo XIV la denominación de una variedad de tela roja, aunque hacia fines del siglo XIV ya se registra el uso de sanguine como denominación de color con el significado de ‘rojo sangre’.

## Usos y representación

Sanguíneo heráldico y uno de los patrones de rayado utilizados para representarlo cuando no se dispone de colores

En la heráldica inglesa este color no se considera esmalte, metal ni forro, sino que se encuentra en una categoría aparte denominada «mancha» (stain), junto con otros dos colores: el leonado (tenné) y el morado (murrey). Algunos heraldistas, históricamente, señalaron que estas «manchas» eran los colores indicados para agregar a los escudos brisuras denotativas de infamia, pero otros autores, al no haber encontrado ejemplos de lo antedicho, dudan de que alguna vez estas brisuras se hayan llevado a la práctica. Por otra parte, el sanguíneo se ha usado de la misma manera que los demás colores heráldicos, sin que parezca tener connotaciones infamantes.
La coloración del sanguíneo heráldico no se encuentra definida con exactitud, por lo que su tono y matiz quedan a criterio del artista heráldico. Se recomienda, sin embargo, que el color empleado sea intenso y fiel a su naturaleza, a riesgo de que pueda confundirse con otro color heráldico, como el gules o el morado.
Cuando no se dispone de colores, el color sanguíneo puede representarse mediante un entramado de líneas horizontales y diagonales que se cruzan, como se ve a la izquierda de estas líneas, aunque el patrón indicado no es el único que existe para este esmalte. Este es el método de representación que se ve comúnmente en grabados a una tinta.

### Sanguíneo alemán
En la heráldica alemana existe un esmalte similar llamado Blut (‘sangre’) o Blutrot (‘rojo sangre’).